# جيد دوبري
جيد دوبري (مواليد 7 أكتوبر 1979) هو مبارز بالسيف من الولايات المتحدة، مثّل بلاده في الألعاب الأولمبية الصيفية 2004.

## روابط رياضية
جيد دوبري على موقع الاتحاد الدولي للمبارزة (الإنجليزية)
- جيد دوبري على موقع أوليمبيديا (الإنجليزية)